# Loud Records
Pour les articles homonymes, voir Loud.
Loud Records est un label discographique indépendant de hip-hop américain, ancienne filiale de SRC Records, fondé en 1992 par Steve Rifkind. Loud compte parmi ses collaborations Wu-Tang Clan, Big Pun, Mobb Deep, The Beatnuts, M.O.P., Tha Alkaholiks, Pete Rock, Lil' Flip, Project Pat, Xzibit, Twista, Dead Prez, The Dwellas et The X-ecutioners.
Le label cesse ses activités en 2002. Il est originellement distribué par Zoo Entertainment et ensuite distribué par RCA Records jusqu'en 1999, puis attribuée à Columbia Records.

## Histoire
Steve Rifkind lance Lourd Records en 1992. En 2000, le CEO du label Violator Records, Chris Lighty, se joint au label comme vice-président exécutif.
Au cours de son existence, Loud Records publie de nombreux artistes et groupes à succès. En 1992, il propulse le Wu-Tang Clan avec la publication de leur album Enter the Wu-Tang (36 Chambers). Le groupe dead prez publie son album lets get free le 14 mars 2000 à Loud Records. Le groupe M.O.P. publie son album Warriorz le 31 octobre 2000 au label. Killarmy publie son album Fear, Love and War le 25 septembre 2001 au label. Le Wu-Tang Clan publie son album Iron Flag au label le 18 décembre 2001. The X-Ecutioners publient leur album Built From Scratch au label le 26 février 2002.
Rifkind lance ensuite SRC Records (Street Records Corporation), distribué par Universal Motown, en 2002, la même année durant laquelle Sony Music ferme Loud Records. SRC, comme pour Loud Records, connait le succès, notamment avec la publication d'albums comme Konvicted de Akon, vendu à trois millions d'exemplaires, et de singles comme I Love College d'Asher Roth, qui atteint la 12e place du Billboard Hot 100 et s'écoule à plus d'un million d'exemplaires. En juin 2007, Sony Music fait revivre le label, qui sera racheté par Rifkind, qui en fera une filiale de SRC Records. Son premier groupe à signer de nouveau au label est Wu-Tang Clan.
En 2011, Asher signe chez Def Jam via SRC, ce que Rifkind considère comme un « nouveau commencement » sur son compte Twitter. Le 29 juillet 2012, Steve Rifkind annonce son départ d'Universal Records le 1er septembre 2012. Le même jour, les labels SRC et Loud cessent leurs activités. En 2013, le magazine XXL cite Loud Records dans sa liste des 14 labels de hip-hop désormais fermés.

## Anciens artistes
- Wu-Tang Clan
- Three 6 Mafia
- Project Pat
- Big Pun
- Tha Alkaholiks
- Krayzie Bone
- dead prez
- Tung Twista
- Mobb Deep
- Xzibit
- Raekwon
- GZA
- Inspectah Deck
- Cella Dwellas
- M.O.P.
- Yvette Michele
- Davina